# Pont de Calatrava (Ripoll)
El Pont de Calatrava és un pont de Ripoll protegit com a Bé Cultural d'Interès Local.

## Descripció
El pont, que serveix únicament pel pas de vianants, està construït en acer. El desnivell que ha de salvar el pont entre una i altra banda del riu és de 5 m i per solucionar-ho hi ha una escala de formigó armat. El paviment del pont és de fusta i té una amplada de 2'44 m. El pont el forma a més d'un arc de pla inclinat; les baranes són de xapa i acer. El pont s'il·lumina amb llums a nivell de terra.